# Danske Bioanalytikere
Danske Bioanalytikere (i forkortet form dbio) er navnet på den faglige forening, der varetager interesser i Danmark (inklusive Færøerne og Grønland) for bioanalytikere, de bioanalytikerstuderende samt for laboranter, der har autorisation som bioanalytikere.
Pr. 1. januar 2007 udgør medlemstallet 6.500.
Foreningens formand er Bert Asbild.
Fagforeningen udgiver fagbladet dbio.
Foreningen engelske navn er: The Danish Association of Biomedical Laboratory Scientists.
Danske Bioanalytikere er medlem af Sundhedskartellet og hovedorganisationen FH. 

## Historie
Før 1999 hed foreningen Landssammenslutningen af Hospitalslaboranter.
dbio var tidligere medlem af hovedorganisationen FTF.

## Eksterne kilder, links og henvisninger
- Danske Bioanalytikeres hjemmeside Arkiveret 7. august 2007 hos  Wayback Machine